# Vị Xuyên, Tuyên Quang
Vị Xuyên là xã thuộc tỉnh Tuyên Quang, Việt Nam.

## Địa lý
Thị trấn Vị Xuyên nằm ở cửa ngõ tỉnh Hà Giang, có vị trí địa lý:
- Phía đông giáp xã Ngọc Linh và xã Phú Linh
- Phía tây giáp xã Việt Lâm
- Phía nam giáp thị trấn Nông trường Việt Lâm
- Phía bắc giáp xã Đạo Đức.

Thị trấn Vị Xuyên có diện tích 14,28 km², dân số năm 2022 là 11.179 người, mật độ dân số đạt 783 người/km².
Thị trấn có Quốc lộ 2 đi qua và có Sông Lô chảy qua phần phía đông.

## Hành chính
Thị trấn Vị Xuyên được chia thành 18 tổ dân phố: 1, 2, 3, 4, 5, 6, 7, 8, 9, 10, 11, 12, 13, 14, 15, 16, 17, 18 và 4 thôn: Đông Cáp 1, Đông Cáp 2, Làng Vàng 1, Làng Vàng 2.

## Lịch sử
Ngày 29 tháng 8 năm 1994, Chính phủ ban hành Nghị định số 112/1994/NĐ-CP về việc thành lập thị trấn Vị Xuyên trên cơ sở Đội 1, Đội 2, 8 tổ dân phố của thị trấn Nông trường Việt Lâm; HTX Làng Vàng, HTX Đông Cáp của xã Đạo Đức và Bạch Ngọc và thôn Luông thuộc HTX Ngọc Hà của xã Bạch Ngọc.
Thị trấn Vị Xuyên có 1.364 ha diện tích tự nhiên và 4.720 nhân khẩu.